# Маяк Марроустоун-Пойнт
Маяк Марроустоун-Пойнт (англ. Marrowstone Point Light) — маяк, расположенный на севере острова Марроустоун в проливе Адмиралти-Инлет, округ Джефферсон, штат Вашингтон, США. Построен в 1914 году. Автоматизирован в 1962 году.

## История
В конце 1850-х — начале 1860-х годов вдоль западного побережья Вашингтона и пролива Хуан-де-Фука были установлены маяки, но заливе Пьюджет-Саунд, куда заходили многие суда, заходящие в пролив, маяков всё ещё не было. Фонарь на месте будущего маяка был установлен 1 октября 1888 года, но из-за тумана он был плохо виден. 3 марта  1893 года Конгресс США выделил 3 500$ на строительство башни противотуманного колокола и дома смотрителя. Работы были завершены 7 апреля 1896 года. Дом смотрителя был двухэтажным и имел шесть комнат. В 1898 году был также построен эллинг, а в 1902 ― небольшая котельная. 22 октября 1913 года Конгресс США выделил 30 000$ на улучшение навигации в проливе Пьюджет-Саунд и смежных водных путях. Из этих средств было профинансировано строительство фонаря на месте маяка Лайм-Килн, улучшение станции Марроустоун-Пойнт, а также был перестроен маяк Слип-Пойнт. В 1914 году станция была существенно модернизирована: колокол был заменён на более современный сигнал, а вместо фонаря был построен полноценный маяк. Он представлял собой небольшую бетонную башню высотой 8,5 метров. В 1917 году задние противотуманного сигнала было вновь перестроено. В 1962 году Береговая охрана США автоматизировала маяк.
В настоящее время маяк является частью государственного парка Форт-Флаглер.